# Деидамия (дочь Эакида)
Деида́мия (др.-греч. Δηιδάμεια; 321 год до н. э. — между 300 и 298 годами до н. э.) — эпирская царевна из рода Пирридов, жена Деметрия Полиоркета.

## Биография
Деидамия родилась в семье царя Эпира Эакида и фессалийской аристократки Фтии, дочери военачальника Менона, около 321 года до н. э. Эпирские цари возводили свой род к мифологическому герою Ахиллу. В роду Пирридов существовала традиция давать детям имена связанных с Ахиллом мифологических персонажей. Деидамию назвали в честь возлюбленной Ахилла, матери Неоптолема. Кроме Деидамии у Эакида и Фтии был сын Пирр и дочь Троада.
В промежутке между 319 и 317 годами до н. э. Деидамию сосватали за малолетнего сына Роксаны и формального царя Македонской империи Александра IV, законного наследника Александра Македонского. Обручение Деидамии и Александра IV стало одним из шагов, на который пошли бабка Александра IV Олимпиада и регент Македонской империи Полиперхон для заключения союза с эпиротами.
В 317 году до н. э. Деидамия находилась в свите Олимпиады. Вместе с ней она оказалась в осаждённой претендентом на власть в Македонии Кассандром Пидне. После того как город был взят, Деидамия попала в плен. Историкам неизвестно, кто стал опекуном девочки. Предположительно, после воцарения Пирра в 307 году до н. э., она вернулась домой в Эпир.
В 303 году до н. э. во время ежегодных празднеств в честь Геры в Аргосе Деидамию, которой исполнилось 18 лет, взял в жены Деметрий I Полиоркет. Она стала его третьей по счёту законной супругой. Этот союз был заключён Деметрием по расчёту — для того, чтобы породниться с Пирром. Р. В. Светлов отмечал, что Деметрий Полиоркет был любителем женской красоты. Соответственно, по его мнению, Деидамия была красивой и гордой царевной, раз Деметрий заключил с ней брак. У пары родился сын Александр. По версии историка Л. Моретти, которая впрочем не находит признания в историографии, у Деидамии, кроме Александра, родилась также дочь Стратоника.
Брак Деидамии нельзя назвать счастливым. У Деметрия было много любовниц, в том числе и среди гетер. Предположительно, в Афинах в 303—302 годах до н. э. с Деметрием проживали две жены — Деидамия и Эвридика, а также знаменитая гетера Ламия. Каждая из этих женщин родила Деметрию как минимум по одному ребёнку. В 302 году до н. э., отец Деметрия Антигон на фоне угрозы своим владениям со стороны диадохов Лисимаха и Селевка вызвал сына в Азию. Деидамия осталась в Афинах. После сокрушительного поражения при Ипсе в 301 году до н. э. многие союзники отвернулись от оставшегося в живых Деметрия. Афиняне на Народном собрании постановили не впускать в город никого из царей, а Деидамию с почестями отправили в Мегару, которая ещё сохраняла верность её мужу. Согласно предположению Г. Макурди, Деидамия могла прибыть к Деметрию в 300 году до н. э. в Коринф. Впоследствии, около 299 года до н. э. Деидамия приехала в Киликию, которую на тот момент захватил Деметрий. Однако, согласно Плутарху, после прибытия она заболела и умерла. П. Уитли и Ш. Дюнн датировали её смерть промежутком «между 300 и 298 годами до н. э.».
Историки отмечают, что смерть Деидамии «удачно» совпала с помолвкой Деметрия с дочерью царя Египта Птолемея — Птолемаидой.